# Anjun
Anjun is een bestuurslaag in het regentschap Purwakarta van de provincie West-Java, Indonesië. Anjun telt 4250 inwoners (volkstelling 2010).